# Schlacht um Kwajalein
Die Schlacht um Kwajalein war eine Schlacht während des Pazifikkrieges im Jahre 1944 um das Kwajalein-Atoll unter dem Codenamen Operation Flintlock. Die Operation dauerte vom 31. Januar bis zum 3. Februar 1944 und kann der Schlacht um die Marshallinseln zugeordnet werden.
Kwajalein ist ein Atoll und gehört zur Gruppe der Marshallinseln. Nachdem die Amerikaner aus dem harten Kampf um Tarawa ihre Schlüsse gezogen hatten, griffen sie diesmal die Hauptinsel von Norden und Süden gleichzeitig an. Die japanischen Verteidiger leisteten verbissen Widerstand, obwohl sie deutlich unterlegen waren. Von 8000 Japanern überlebten wenige Hundert die Kämpfe, da viele es vorzogen, Selbstmord zu begehen oder sich im Kampf zu opfern, als sich zu ergeben.
Für die USA bedeutete der Sieg eine weitere erfolgreiche Etappe im „Island Hopping“ und einen moralischen Erfolg, da erstmals eine Insel innerhalb des japanischen Hoheitsgebiets erobert wurde. Den Japanern wurde endgültig klar, dass ihre Taktik der Strandverteidigung versagt hatte. In späteren Kämpfen konzentrierten sich die Japaner im Innern der Inseln, was bei den USA weitaus größere Verluste hervorrief.

## Das Atoll

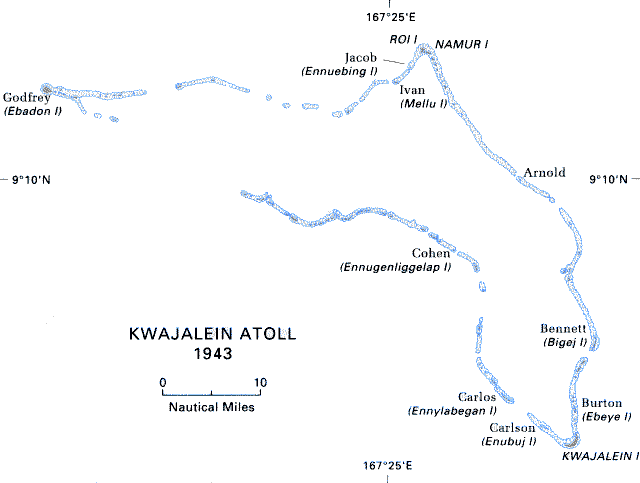
Karte des Atolls

Das Kwajalein-Atoll ist das Herz der Marshallinseln und liegt etwa 3900 Kilometer von Hawaii entfernt. Das Atoll besteht aus 97 Inseln und bedeckt eine Fläche von 6,33 Quadratkilometern. Das Atoll umschließt eine der weltweit größten Lagunen mit einer Ausdehnung von 839 Quadratkilometern. Wichtige Inseln sind die Kwajalein-Insel im Süden und die Insel-Kette von Roi-Namur im Norden.

## Hintergrund
Die Marshallinseln gehörten bereits vor dem Kriegseintritt Japans zum japanischen Verteidigungsbereich. Die dortigen Häfen wurden als Versorgungsbasen für U-Boote und Schiffe genutzt. Von dort sollten später auch Luftangriffe gegen andere Inselgruppen wie Samoa oder die Fidschi-Inseln geflogen werden. Nachdem die US-Amerikaner Tarawa und Makin in der Schlacht um die Gilbertinseln eingenommen hatten, war ihr nächster Schritt gegen die Inseln der Marshalls gerichtet. Die Inseln waren vor dem Ersten Weltkrieg deutsche Kolonie gewesen und dann den Japanern zugeteilt worden. Die Inseln wurden von der japanischen Armee komplett von der Außenwelt abgeschottet und international wurde vermutet, dass die Japaner dort verbotenerweise Befestigungen errichteten. Die Japaner empfanden den Angriff auf die Marshallinseln als ersten Angriff auf japanischen Heimatboden.
Bereits 1921 hatten die USA die strategische Bedeutung der Marshallinseln erkannt und diese in Pläne für einen möglichen Konflikt mit Japan integriert.
Nach dem Verlust der Salomonen und Neuguineas 1943 hatte die japanische Führung nur schwache Kräfte für die Verteidigung der Marshallinseln vorgesehen. Die Entscheidungsschlacht gegen die USA sollte näher an Japan stattfinden. Trotzdem wurden die dortigen Truppen Ende 1943 verstärkt. Der Kommandant der Inseln, Admiral Masashi Kobayashi, hatte 28.000 Soldaten zur Verfügung, es mangelte ihm jedoch an Flugzeugen.

## Japanische Vorbereitung
Obwohl die Japaner zehn Jahre Zeit zur Befestigung hatten, waren die Stellungen bei weitem nicht so gut ausgebaut wie auf Tarawa, das in 18 Monaten zu einer Festung gemacht wurde. Außerdem war weniger als die Hälfte der Japaner zum Kampf ausgebildet, der Rest bestand aus Arbeitern und Hilfstruppen. Denn bereits im September 1943 hatte das japanische Oberkommando die Marshallinseln als verloren abgeschrieben, dort sollte der Feind nur für kürzere Zeit aufgehalten werden. Die verfügbaren Panzer waren über das ganze Atoll verteilt und hatten somit an Schlagkraft eingebüßt. Auf Kwajalein befanden sich etwa 8000 Mann, darunter viele koreanische Arbeiter. Diese Truppen waren nur schlecht ausgerüstet und trainiert.
Die meisten Verteidigungsstellungen auf dem Atoll gingen nicht in die Tiefe und waren auf den Ozean ausgerichtet, nur einige Bunker deckten die Lagune. Minen wurden kaum eingesetzt. Der größte Verteidigungsvorteil lag in der Stärke der japanischen Luftstreitkräfte, die aus mehreren Geschwadern von Jägern und Bombern bestand. Den ganzen November über attackierten amerikanische Trägerflugzeuge jedoch die Flugplätze und zerstörten 71 Flugzeuge, von denen aufgrund der Kriegslage nicht alle ersetzt werden konnten. Es war daher klar, dass die Verteidiger die US-Amerikaner nur aufhalten, aber nicht besiegen sollten.

## Amerikanische Vorbereitung
Da die japanischen Stellungen aufgrund der Entschlüsselung des Funkcodes bekannt waren, planten die US-Amerikaner, sich zuerst auf den äußeren Marshallinseln festzusetzen. Später änderte Admiral Chester Nimitz jedoch den Plan und beschloss, direkt auf Kwajalein, das Herz der Inseln, vorzustoßen. Die Operation wurde Operation Flintlock genannt.

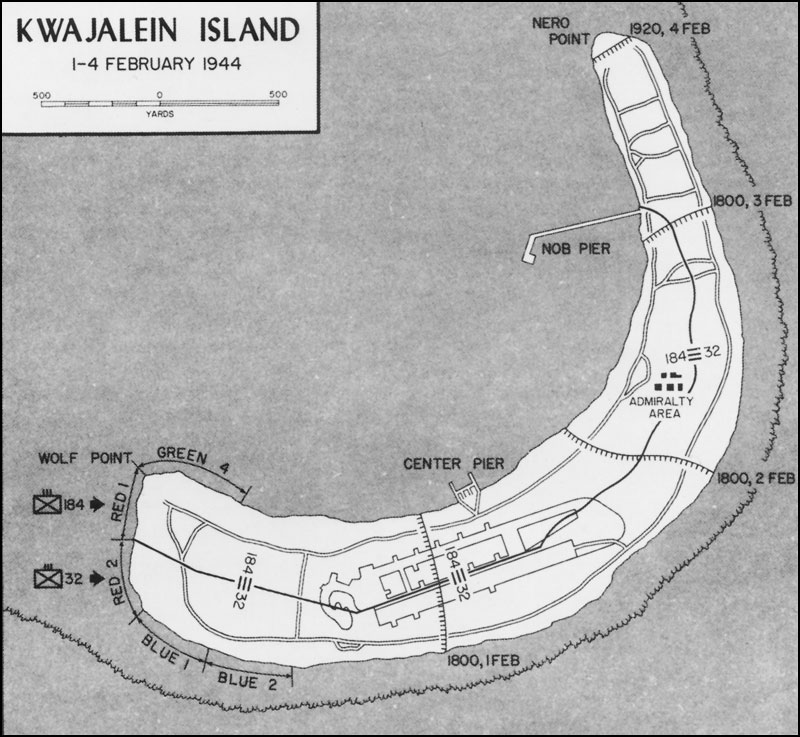
Planungen zum Angriff auf die Insel Kwajalein

Es gab zwei Hauptziele: Die Inseln von Roi-Namur im Norden sollten von der 4. US-Marineinfanteriedivision unter Major General Harry Schmidt angegriffen werden, die Insel Kwajalein von Major General Corletts 7. US-Infanteriedivision der US Army. Um den Erfolg der Operation sicherzustellen, war die Kontrolle über den Luftraum und die Gewässer um die Inseln notwendig. Deshalb wurden die Flugplätze auf Roi-Namur angegriffen und stark beschädigt. Auch andere Flugplätze der Region waren konstant US-amerikanischen Bomberangriffen ausgesetzt. Vor dem Hauptangriff war bereits eine kleinere Insel in der Nähe, Majuro, ohne Verluste eingenommen worden.

## Der Angriff

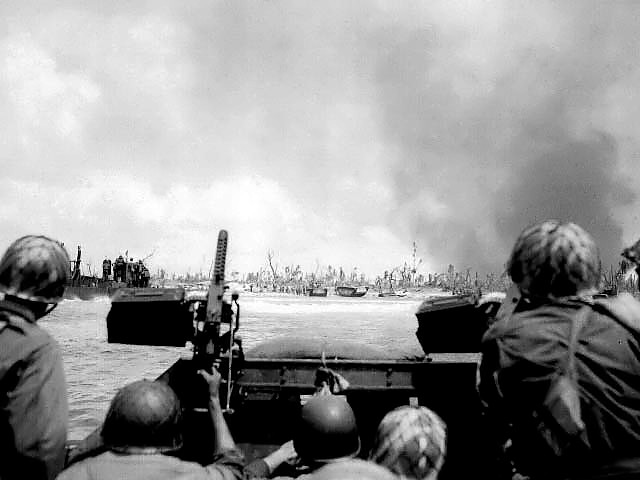
Marines an Bord eines LVT kurz vor der Ankunft am Strand

Der US-amerikanische Angriff begann am 31. Januar 1944 mit der Eroberung einiger kleinerer Inseln, die als Artilleriestützpunkte zur Unterstützung des Hauptangriffes am nächsten Tag genutzt wurden. Da die Japaner trotz der Niederlage nicht erkannt hatten, dass die US-amerikanischen Amphibienpanzer auch Korallenriffe überqueren konnten, waren sie überrascht, dass die Amerikaner von der Lagune aus angriffen.
Ursprünglich war geplant gewesen, den Landekopf mit einem großen Gegenangriff zu zerstören. Der beginnende Artilleriebeschuss richtete schwerste Verwüstungen an: Fast alle Stellungen wurden zerstört und die US-Amerikaner konnten problemlos landen. Am Abend des 1. Februar schätzten die US-Amerikaner, dass von den 5000 Verteidigern auf der Insel Kwajalein höchstens noch 1500 am Leben waren. Auch im Norden des Atolls erzielten die US-Amerikaner schnell Fortschritte und konnten bereits am ersten Tag das Flugfeld von Roi-Namur einnehmen. Es kam jedoch zu einer schweren Explosion, als ein Pioniertrupp aus Versehen einen Munitionsbunker sprengte. Dabei kamen 21 Marines ums Leben, Dutzende wurden verletzt. Von den 3500 Verteidigern überlebten nur 51. Insgesamt starben von 42.000 Angreifern 372 Soldaten.

## Folgen
Der Angriff bewies die amerikanische Überlegenheit und zeigte eine klare taktische Verbesserung im Vergleich zum Angriff auf Tarawa. Dadurch konnten die Truppen erheblich schneller vorstoßen und bereits am 17. Februar 1944 das Eniwetok-Atoll erobern. Die Japaner erkannten, dass sie mit einer direkten Strandverteidigung keine Chance gehabt hätten und verlagerten ihre Stellungen ins Landesinnere, was später zum Beispiel auf Guam zu erheblich höheren amerikanischen Verlusten führte.